# Alnwick (distrikt)
Alnwick var ett distrikt i Northumberland i England. Distriktet var ett av de minst befolkade i landet. Drygt hälften av befolkningen bodde i någon av städerna Alnwick, Amble, Rothbury medan resten var fördelad på små byar och gårdar. Distriktet hade 31 029 invånare (2001).
Distriktet upprättades den 1 april 1974 genom att stadsdistrikten Alnwick och Amble slogs ihop med landsdistrikten Alnwick och Rothbury. Det avskaffades 1 april 2009 då alla distrikt i Northumberland ersattes av en enhetskommun (unitary authority).

## Städer
- Alnwick, Amble
- Rothbury